# John Coghlan
John Robert Coghlan (* 19. září 1946, Dulwich, Londýn, Anglie, Spojené království) je anglický rockový bubeník.
Roku 1962 se stal členem skupiny The Spectres; ta se později přejmenovala na Status Quo a Coghlan v ní působil do roku 1981, kdy jej nahradil Pete Kircher. Později působil například ve skupině Partners in Crime, které se však nedostalo žádných větších úspěchů. Roku 1983 se podílel na nahrávkách superskupiny The Rockers, ve které hráli Roy Wood, Phil Lynott a Chas Hodges.
Později založil vlastní skupinu John Coghlan's Diesel, která však nikdy nedostala nahrávací smlouvu a žádné nahrávky tak nevydala. Dále byl členem skupin John Coghlan's Quo a King Earl Boogie Band. V letech 2012 až 2014 znovu vystupoval se skupinou Status Quo, která byla obnovena ve své klasické sestavě.